# Коув Сити (Северна Каролина)
Коув Сити (енгл. Cove City) град је у америчкој савезној држави Северна Каролина.

## Демографија
По попису из 2010. године број становника је 399, што је 34 (-7,9%) становника мање него 2000. године.
| Група             | 2000.       | 2010.       |
| Белци             | 225 (52,0%) | 211 (52,9%) |
| Афроамериканци    | 203 (46,9%) | 175 (43,9%) |
| Азијати           | 2 (0,5%)    | 0 (0,0%)    |
| Хиспаноамериканци | 3 (0,7%)    | 9 (2,3%)    |
| Укупно            | 433         | 399         |